# Introd
Introd (arpità Euntroù) és un municipi italià, situat a la regió de Vall d'Aosta. L'any 2007 tenia 608 habitants. Limita amb els municipis d'Arvier, Rhêmes-Saint-Georges, Valsavarenche i Villeneuve.

## Administració

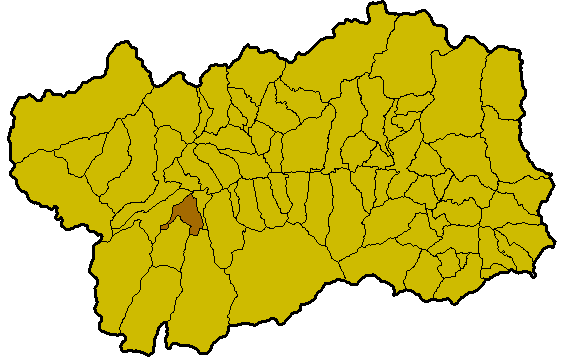
Situació d'Introd a la Vall

| Període | Identitat      | Partit           |
| ------- | -------------- | ---------------- |
| 2005-   | Osvaldo Naudin | Unió Valldostana |